# Eduardo Arolas
Eduardo Arolas, né Lorenzo Arola, le 24 février 1892 et mort le 29 septembre 1924 à Paris 18e, est un bandonéoniste, chef d'orchestre et compositeur de tango argentin.
Arolas joue d'abord de la guitare avant d'apprendre le bandonéon qui devient son instrument de prédilection. Son surnom est alors El Tigre del bandoneón.
Il compose son premier tango en 1909 avant même de pouvoir lire ou écrire  la musique. Il joue par la suite avec des maîtres du genre comme Agustín Bardi et Roberto Firpo.
En 1917, il s'installe à Montevideo et joue à plusieurs reprises au Teatro Casino. À partir de 1920, il réside principalement à Paris où il meurt seul et alcoolique, Boulevard Ney, en 1924.
Arolas est considéré comme l'un de ceux qui ont fait évoluer la musique de tango en Argentine. Avant-gardiste dans sa composition, il a souvent recours à des instruments non conventionnels tels que le violoncelle, le saxophone et le banjo.
Parmi ses œuvres les plus connues, on peut citer Lágrimas, La cachila, El Marne et Viborita.